# ریچموند (یوتا)
ریچموند (به انگلیسی: Richmond) شهری در ایالت یوتا کشور ایالات متحده آمریکا است که جمعیت آن در سرشماری سال ۲۰۱۰ میلادی، ۲٬۴۷۰ نفر بوده‌است.